# Liste des monuments historiques protégés en 1935
Cet article recense les monuments historiques français classés ou inscrits en 1935.

## Protections
| Édifice                                                                                                | Commune                           | Département         | Région                     | Protection | Base Mérimée                         | Coordonnées                        | Image |
| --- | --------------------------------- | ------------------- | -------------------------- | ---------- | ------------------------------------ | ---------------------------------- | ----- |
| Monastère royal de Brou                                                                                | Bourg-en-Bresse                   | Ain                 | Auvergne-Rhône-Alpes       | classé     | « PA00116318 », notice no PA00116318 | 46° 11′ 53″ nord, 5° 14′ 10″ est   |       |
| Château d'Honoré d'Urfé                                                                                | Virieu-le-Grand                   | Ain                 | Auvergne-Rhône-Alpes       | inscrit    | « PA00116597 », notice no PA00116597 | 45° 50′ 54″ nord, 5° 38′ 55″ est   |       |
| Église Saint-Nicolas                                                                                   | Droiturier                        | Allier              | Auvergne-Rhône-Alpes       | inscrit    | « PA00093088 », notice no PA00093088 | 46° 13′ 49″ nord, 3° 43′ 08″ est   |       |
| Maison dite de Sainte-Anne                                                                             | Montluçon                         | Allier              | Auvergne-Rhône-Alpes       | inscrit    | « PA00093176 », notice no PA00093176 | 46° 20′ 22″ nord, 2° 36′ 17″ est   |       |
| Maison Perrot de Saint-Angel                                                                           | Montluçon                         | Allier              | Auvergne-Rhône-Alpes       | inscrit    | « PA00093180 », notice no PA00093180 | 46° 20′ 19″ nord, 2° 36′ 23″ est   |       |
| Maison dit Ostel de Fourest                                                                            | Montluçon                         | Allier              | Auvergne-Rhône-Alpes       | inscrit    | « PA00093177 », notice no PA00093177 | 46° 20′ 22″ nord, 2° 36′ 17″ est   |       |
| Maison d'Émile Zèle                                                                                    | Montluçon                         | Allier              | Auvergne-Rhône-Alpes       | inscrit    | « PA00093178 », notice no PA00093178 | 46° 20′ 21″ nord, 2° 36′ 15″ est   |       |
| Maison Fallut                                                                                          | Montluçon                         | Allier              | Auvergne-Rhône-Alpes       | inscrit    | « PA00093175 », notice no PA00093175 | 46° 20′ 28″ nord, 2° 36′ 13″ est   |       |
| Église Saint-Julien                                                                                    | Poëzat                            | Allier              | Auvergne-Rhône-Alpes       | inscrit    | « PA00093253 », notice no PA00093253 | 46° 04′ 37″ nord, 3° 13′ 22″ est   |       |
| Église Sainte-Thérence                                                                                 | Sainte-Thérence                   | Allier              | Auvergne-Rhône-Alpes       | inscrit    | « PA00093291 », notice no PA00093291 | 46° 14′ 32″ nord, 2° 33′ 36″ est   |       |
| Église Saint-Laurent                                                                                   | Sazeret                           | Allier              | Auvergne-Rhône-Alpes       | inscrit    | « PA00093298 », notice no PA00093298 | 46° 20′ 22″ nord, 2° 57′ 22″ est   |       |
| Château du Mas                                                                                         | Teillet-Argenty                   | Allier              | Auvergne-Rhône-Alpes       | inscrit    | « PA00093310 », notice no PA00093310 | 46° 15′ 15″ nord, 2° 30′ 42″ est   |       |
| Chapelle de Poliet                                                                                     | Villebret                         | Allier              | Auvergne-Rhône-Alpes       | inscrit    | « PA00093368 », notice no PA00093368 | 46° 17′ 23″ nord, 2° 37′ 00″ est   |       |
| Pont du Bourget                                                                                        | Antibes                           | Alpes-Maritimes     | Provence-Alpes-Côte d'Azur | inscrit    | « PA00080659 », notice no PA00080659 | 43° 36′ 38″ nord, 7° 07′ 00″ est   |       |
| Clocher Saint-Jean                                                                                     | Breil-sur-Roya                    | Alpes-Maritimes     | Provence-Alpes-Côte d'Azur | inscrit    | « PA00080674 », notice no PA00080674 | 43° 56′ 39″ nord, 7° 30′ 50″ est   |       |
| Borne milliaire                                                                                        | Gréolières                        | Alpes-Maritimes     | Provence-Alpes-Côte d'Azur | inscrit    | « PA00080743 », notice no PA00080743 | 43° 47′ 45″ nord, 6° 56′ 13″ est   |       |
| Église Saint-Étienne                                                                                   | Saint-Étienne-de-Tinée            | Alpes-Maritimes     | Provence-Alpes-Côte d'Azur | inscrit    | « PA00080838 », notice no PA00080838 | 44° 15′ 20″ nord, 6° 55′ 34″ est   |       |
| Chapelle Saint-Blaise de Gras                                                                          | Gras                              | Ardèche             | Auvergne-Rhône-Alpes       | inscrit    | « PA00116709 », notice no PA00116709 | 44° 26′ 41″ nord, 4° 32′ 35″ est   |       |
| Église Saint-Martin de Montselgues                                                                     | Montselgues                       | Ardèche             | Auvergne-Rhône-Alpes       | inscrit    | « PA00116736 », notice no PA00116736 | 44° 31′ 24″ nord, 4° 00′ 21″ est   |       |
| Tour Diane de Poitiers                                                                                 | Privas                            | Ardèche             | Auvergne-Rhône-Alpes       | inscrit    | « PA00116749 », notice no PA00116749 | 44° 44′ 09″ nord, 4° 35′ 49″ est   |       |
| Borne milliaire de Saint-Germain                                                                       | Saint-Germain                     | Ardèche             | Auvergne-Rhône-Alpes       | inscrit    | « PA00116786 », notice no PA00116786 | 44° 33′ 22″ nord, 4° 27′ 14″ est   |       |
| Fortifications de Rocroi                                                                               | Rocroi                            | Ardennes            | Grand Est                  | inscrit    | « PA00078491 », notice no PA00078491 | 49° 55′ 31″ nord, 4° 31′ 14″ est   |       |
| Cimetière de Savigny-sur-Aisne                                                                         | Savigny-sur-Aisne                 | Ardennes            | Grand Est                  | classé     | « PA00078513 », notice no PA00078513 | 49° 21′ 34″ nord, 4° 43′ 31″ est   |       |
| Château                                                                                                | Brienne-le-Château                | Aube                | Grand Est                  | inscrit    | « PA00078062 », notice no PA00078062 | 48° 23′ 30″ nord, 4° 31′ 14″ est   |       |
| Maison                                                                                                 | Villefranche-de-Rouergue          | Aveyron             | Occitanie                  | inscrit    | « PA00094225 », notice no PA00094225 | 44° 20′ 53″ nord, 2° 02′ 18″ est   |       |
| Hôpital Stolz-Grimm (ancienne résidence abbatiale)                                                     | Andlau                            | Bas-Rhin            | Grand Est                  | inscrit    | « PA00084588 », notice no PA00084588 | 48° 23′ 16″ nord, 7° 24′ 51″ est   |       |
| Hôtel Marco                                                                                            | Barr                              | Bas-Rhin            | Grand Est                  | inscrit    | « PA00084599 », notice no PA00084599 | 48° 24′ 38″ nord, 7° 27′ 05″ est   |       |
| Église protestante                                                                                     | Barr                              | Bas-Rhin            | Grand Est                  | inscrit    | « PA00084598 », notice no PA00084598 | 48° 24′ 34″ nord, 7° 26′ 51″ est   |       |
| Maison                                                                                                 | Barr                              | Bas-Rhin            | Grand Est                  | inscrit    | « PA00084601 », notice no PA00084601 | 48° 24′ 33″ nord, 7° 26′ 58″ est   |       |
| Église Saint-Étienne                                                                                   | Boofzheim                         | Bas-Rhin            | Grand Est                  | inscrit    | « PA00084637 », notice no PA00084637 | 48° 19′ 55″ nord, 7° 40′ 59″ est   |       |
| Puits                                                                                                  | Dahlenheim                        | Bas-Rhin            | Grand Est                  | inscrit    | « PA00084670 », notice no PA00084670 | 48° 35′ 10″ nord, 7° 30′ 23″ est   |       |
| Église protestante                                                                                     | Gerstheim                         | Bas-Rhin            | Grand Est                  | inscrit    | « PA00084716 », notice no PA00084716 | 48° 22′ 52″ nord, 7° 41′ 59″ est   |       |
| Puits                                                                                                  | Kolbsheim                         | Bas-Rhin            | Grand Est                  | inscrit    | « PA00084763 », notice no PA00084763 | 48° 33′ 37″ nord, 7° 35′ 14″ est   |       |
| Église Saint-Jacques-le-Majeur                                                                         | Lochwiller                        | Bas-Rhin            | Grand Est                  | inscrit    | « PA00084778 », notice no PA00084778 | 48° 41′ 50″ nord, 7° 24′ 55″ est   |       |
| Église Saint-Blaise de Sindelsberg                                                                     | Marmoutier                        | Bas-Rhin            | Grand Est                  | inscrit    | « PA00084786 », notice no PA00084786 | 48° 41′ 51″ nord, 7° 22′ 03″ est   |       |
| Église protestante                                                                                     | Mulhausen                         | Bas-Rhin            | Grand Est                  | inscrit    | « PA00084809 », notice no PA00084809 | 48° 52′ 57″ nord, 7° 33′ 08″ est   |       |
| Église protestante                                                                                     | Obenheim                          | Bas-Rhin            | Grand Est                  | inscrit    | « PA00084838 », notice no PA00084838 | 48° 21′ 37″ nord, 7° 41′ 25″ est   |       |
| Chapelle de la Vierge                                                                                  | Ohlungen                          | Bas-Rhin            | Grand Est                  | inscrit    | « PA00084874 », notice no PA00084874 | 48° 48′ 46″ nord, 7° 41′ 15″ est   |       |
| Hôtel de ville                                                                                         | Pfaffenhoffen                     | Bas-Rhin            | Grand Est                  | inscrit    | « PA00084893 », notice no PA00084893 | 48° 50′ 42″ nord, 7° 36′ 40″ est   |       |
| Église Notre-Dame de Reinacker                                                                         | Reutenbourg                       | Bas-Rhin            | Grand Est                  | inscrit    | « PA00084902 », notice no PA00084902 | 48° 40′ 52″ nord, 7° 24′ 27″ est   |       |
| Église Saint-Cyriaque                                                                                  | Reutenbourg                       | Bas-Rhin            | Grand Est                  | inscrit    | « PA00084901 », notice no PA00084901 | 48° 41′ 08″ nord, 7° 24′ 24″ est   |       |
| Église Saint-Michel                                                                                    | Rhinau                            | Bas-Rhin            | Grand Est                  | inscrit    | « PA00084903 », notice no PA00084903 | 48° 19′ 07″ nord, 7° 42′ 17″ est   |       |
| Chapelle du cimetière                                                                                  | Steige                            | Bas-Rhin            | Grand Est                  | inscrit    | « PA00085008 », notice no PA00085008 | 48° 21′ 28″ nord, 7° 14′ 34″ est   |       |
| Hôtel                                                                                                  | Strasbourg                        | Bas-Rhin            | Grand Est                  | inscrit    | « PA00085046 », notice no PA00085046 | 48° 34′ 49″ nord, 7° 45′ 06″ est   |       |
| Maison                                                                                                 | Strasbourg                        | Bas-Rhin            | Grand Est                  | inscrit    | « PA00085137 », notice no PA00085137 | 48° 34′ 50″ nord, 7° 45′ 07″ est   |       |
| Maison                                                                                                 | Wissembourg                       | Bas-Rhin            | Grand Est                  | inscrit    | « PA00085257 », notice no PA00085257 | 49° 02′ 21″ nord, 7° 56′ 51″ est   |       |
| Maison                                                                                                 | Wissembourg                       | Bas-Rhin            | Grand Est                  | inscrit    | « PA00085259 », notice no PA00085259 | 49° 02′ 12″ nord, 7° 56′ 43″ est   |       |
| Maison Bürgerhof                                                                                       | Wissembourg                       | Bas-Rhin            | Grand Est                  | inscrit    | « PA00085258 », notice no PA00085258 | 49° 02′ 12″ nord, 7° 56′ 49″ est   |       |
| Maison                                                                                                 | Wissembourg                       | Bas-Rhin            | Grand Est                  | inscrit    | « PA00085260 », notice no PA00085260 | 49° 02′ 19″ nord, 7° 56′ 42″ est   |       |
| Musée Westercamp                                                                                       | Wissembourg                       | Bas-Rhin            | Grand Est                  | inscrit    | « PA00085261 », notice no PA00085261 | 49° 02′ 20″ nord, 7° 56′ 41″ est   |       |
| Oratoire Notre-Dame d'Aix-en-Provence                                                                  | Aix-en-Provence                   | Bouches-du-Rhône    | Provence-Alpes-Côte d'Azur | inscrit    | « PA00081097 », notice no PA00081097 | 43° 30′ 45″ nord, 5° 28′ 21″ est   |       |
| Oratoire Notre-Dame d'Aix-en-Provence (Puyricard)                                                      | Aix-en-Provence                   | Bouches-du-Rhône    | Provence-Alpes-Côte d'Azur | inscrit    | « PA00081098 », notice no PA00081098 | 43° 34′ 30″ nord, 5° 25′ 19″ est   |       |
| Oratoire de Sainte-Mitre                                                                               | Aix-en-Provence                   | Bouches-du-Rhône    | Provence-Alpes-Côte d'Azur | inscrit    | « PA00081096 », notice no PA00081096 |                                    |       |
| Oratoire Saint-Véran                                                                                   | Aureille                          | Bouches-du-Rhône    | Provence-Alpes-Côte d'Azur | inscrit    | « PA00081198 », notice no PA00081198 | 43° 42′ 15″ nord, 4° 56′ 55″ est   |       |
| Chapelle des Pénitents Blancs                                                                          | Les Baux-de-Provence              | Bouches-du-Rhône    | Provence-Alpes-Côte d'Azur | inscrit    | « PA00081206 », notice no PA00081206 | 43° 44′ 37″ nord, 4° 47′ 39″ est   |       |
| Oratoire Notre-Dame                                                                                    | Fontvieille                       | Bouches-du-Rhône    | Provence-Alpes-Côte d'Azur | inscrit    | « PA00081269 », notice no PA00081269 | 43° 43′ 43″ nord, 4° 44′ 17″ est   |       |
| Oratoire Saint Roch et Saint Victor                                                                    | Fontvieille                       | Bouches-du-Rhône    | Provence-Alpes-Côte d'Azur | inscrit    | « PA00081270 », notice no PA00081270 | 43° 43′ 13″ nord, 4° 41′ 51″ est   |       |
| Oratoire Notre-Dame                                                                                    | Jouques                           | Bouches-du-Rhône    | Provence-Alpes-Côte d'Azur | inscrit    | « PA00081291 », notice no PA00081291 | 43° 38′ 18″ nord, 5° 38′ 25″ est   |       |
| Oratoire Saint-Bachi                                                                                   | Jouques                           | Bouches-du-Rhône    | Provence-Alpes-Côte d'Azur | inscrit    | « PA00081292 », notice no PA00081292 | 43° 37′ 11″ nord, 5° 40′ 40″ est   |       |
| Oratoire Sainte-Anne                                                                                   | Lambesc                           | Bouches-du-Rhône    | Provence-Alpes-Côte d'Azur | inscrit    | « PA00081304 », notice no PA00081304 | 43° 40′ 25″ nord, 5° 16′ 21″ est   |       |
| Oratoire Saint-Marc                                                                                    | Lambesc                           | Bouches-du-Rhône    | Provence-Alpes-Côte d'Azur | inscrit    | « PA00081305 », notice no PA00081305 | 43° 39′ 20″ nord, 5° 16′ 46″ est   |       |
| Oratoire Sainte-Thérèse                                                                                | Lambesc                           | Bouches-du-Rhône    | Provence-Alpes-Côte d'Azur | inscrit    | « PA00081306 », notice no PA00081306 | 43° 39′ 03″ nord, 5° 15′ 05″ est   |       |
| Oratoire Saint-Pierre                                                                                  | Mallemort                         | Bouches-du-Rhône    | Provence-Alpes-Côte d'Azur | inscrit    | « PA00081319 », notice no PA00081319 | 43° 43′ 41″ nord, 5° 10′ 40″ est   |       |
| Oratoire Notre-Dame-de-Beauregard                                                                      | Orgon                             | Bouches-du-Rhône    | Provence-Alpes-Côte d'Azur | inscrit    | « PA00081393 », notice no PA00081393 | 43° 47′ 12″ nord, 5° 02′ 33″ est   |       |
| Oratoire Sainte-Madeleine                                                                              | Orgon                             | Bouches-du-Rhône    | Provence-Alpes-Côte d'Azur | inscrit    | « PA00081394 », notice no PA00081394 | 43° 47′ 23″ nord, 5° 02′ 26″ est   |       |
| Croix de cimetière                                                                                     | Paradou                           | Bouches-du-Rhône    | Provence-Alpes-Côte d'Azur | classé     | « PA00081397 », notice no PA00081397 | 43° 43′ 21″ nord, 4° 47′ 09″ est   |       |
| Oratoire Notre-Dame                                                                                    | Peyrolles-en-Provence             | Bouches-du-Rhône    | Provence-Alpes-Côte d'Azur | inscrit    | « PA00081410 », notice no PA00081410 | 43° 38′ 52″ nord, 5° 34′ 58″ est   |       |
| Glanum                                                                                                 | Saint-Rémy-de-Provence            | Bouches-du-Rhône    | Provence-Alpes-Côte d'Azur | classé     | « PA00081444 », notice no PA00081444 | 43° 46′ 26″ nord, 4° 49′ 58″ est   |       |
| Place Guillaume-le-Conquérant                                                                          | Falaise                           | Calvados            | Normandie                  | classé     | « PA00111328 », notice no PA00111328 | 48° 53′ 39″ nord, 0° 12′ 06″ ouest |       |
| Manoir Sainte-Catherine                                                                                | Lisieux                           | Calvados            | Normandie                  | inscrit    | « PA00111476 », notice no PA00111476 | 49° 08′ 49″ nord, 0° 13′ 27″ est   |       |
| Église Saint-Barthélemy                                                                                | Moussages                         | Cantal              | Auvergne-Rhône-Alpes       | inscrit    | « PA00093560 », notice no PA00093560 | 45° 14′ 17″ nord, 2° 28′ 03″ est   |       |
| Croix du cimetière                                                                                     | Moussages                         | Cantal              | Auvergne-Rhône-Alpes       | inscrit    | « PA00093559 », notice no PA00093559 | 45° 14′ 16″ nord, 2° 28′ 36″ est   |       |
| Pont du château de La Rochefoucauld                                                                    | La Rochefoucauld                  | Charente            | Nouvelle-Aquitaine         | inscrit    | « PA00104471 », notice no PA00104471 | 45° 44′ 30″ nord, 0° 22′ 53″ est   |       |
| Abbaye de Saint-Amant-de-Boixe                                                                         | Saint-Amant-de-Boixe              | Charente            | Nouvelle-Aquitaine         | classé     | « PA00104483 », notice no PA00104483 | 45° 47′ 56″ nord, 0° 08′ 08″ est   |       |
| Église Saint-Étienne de Chepniers                                                                      | Chepniers                         | Charente-Maritime   | Nouvelle-Aquitaine         | inscrit    | « PA00104648 », notice no PA00104648 | 45° 15′ 19″ nord, 0° 18′ 33″ ouest |       |
| Église Notre-Dame-de-l'Assomption de Dœuil-sur-le-Mignon                                               | Dœuil-sur-le-Mignon               | Charente-Maritime   | Nouvelle-Aquitaine         | inscrit    | « PA00104669 », notice no PA00104669 | 46° 07′ 51″ nord, 0° 32′ 42″ ouest |       |
| Église de la Nativité-de-la-Sainte-Vierge de Mazeray                                                   | Mazeray                           | Charente-Maritime   | Nouvelle-Aquitaine         | inscrit    | « PA00104800 », notice no PA00104800 | 45° 54′ 27″ nord, 0° 33′ 46″ ouest |       |
| Église Saint-Pierre de Machennes                                                                       | Mazerolles                        | Charente-Maritime   | Nouvelle-Aquitaine         | inscrit    | « PA00104801 », notice no PA00104801 | 45° 33′ 58″ nord, 0° 35′ 51″ ouest |       |
| Église Saint-Vincent de Réaux                                                                          | Réaux                             | Charente-Maritime   | Nouvelle-Aquitaine         | inscrit    | « PA00104855 », notice no PA00104855 | 45° 28′ 38″ nord, 0° 22′ 25″ ouest |       |
| Église de l'Assomption de Romazières                                                                   | Romazières                        | Charente-Maritime   | Nouvelle-Aquitaine         | inscrit    | « PA00105151 », notice no PA00105151 | 45° 59′ 27″ nord, 0° 10′ 28″ ouest |       |
| Église Saint-Cyr de Saint-Ciers-Champagne                                                              | Saint-Ciers-Champagne             | Charente-Maritime   | Nouvelle-Aquitaine         | inscrit    | « PA00105163 », notice no PA00105163 | 45° 26′ 35″ nord, 0° 17′ 56″ ouest |       |
| Église de l'Assomption de Tugéras-Saint-Maurice                                                        | Tugéras-Saint-Maurice             | Charente-Maritime   | Nouvelle-Aquitaine         | inscrit    | « PA00105289 », notice no PA00105289 | 45° 21′ 35″ nord, 0° 24′ 30″ ouest |       |
| Église Saint-Vivien de Vergeroux                                                                       | Vergeroux                         | Charente-Maritime   | Nouvelle-Aquitaine         | inscrit    | « PA00105296 », notice no PA00105296 | 45° 57′ 33″ nord, 0° 59′ 04″ ouest |       |
| Rempart gallo-romain                                                                                   | Bourges                           | Cher                | Centre-Val de Loire        | classé     | « PA00096671 », notice no PA00096671 | 47° 04′ 59″ nord, 2° 23′ 59″ est   |       |
| Château de Lignières                                                                                   | Lignières                         | Cher                | Centre-Val de Loire        | classé     | « PA00096826 », notice no PA00096826 | 46° 45′ 00″ nord, 2° 10′ 45″ est   |       |
| Maison                                                                                                 | Saint-Amand-Montrond              | Cher                | Centre-Val de Loire        | inscrit    | « PA00096879 », notice no PA00096879 | 46° 43′ 21″ nord, 2° 30′ 27″ est   |       |
| Église Sainte-Croix de Rosiers-d'Égletons                                                              | Rosiers-d'Égletons                | Corrèze             | Nouvelle-Aquitaine         | classé     | « PA00099836 », notice no PA00099836 | 45° 22′ 36″ nord, 2° 00′ 24″ est   |       |
| Ruines gallo-romaines des Cars                                                                         | Saint-Merd-les-Oussines           | Corrèze             | Nouvelle-Aquitaine         | classé     | « PA00099871 », notice no PA00099871 | 45° 36′ 23″ nord, 2° 01′ 46″ est   |       |
| Maison de Charles Quint                                                                                | Bonifacio                         | Corse-du-Sud        | Corse                      | inscrit    | « PA00099085 », notice no PA00099085 | 41° 23′ 13″ nord, 9° 09′ 27″ est   |       |
| Maison Doria                                                                                           | Bonifacio                         | Corse-du-Sud        | Corse                      | inscrit    | « PA00099083 », notice no PA00099083 | 41° 23′ 12″ nord, 9° 09′ 33″ est   |       |
| Église de Kéraudy                                                                                      | Ploumilliau                       | Côtes-d'Armor       | Bretagne                   | classé     | « PA00089501 », notice no PA00089501 | 48° 38′ 54″ nord, 3° 30′ 29″ ouest |       |
| Hôtel de Rohan                                                                                         | Saint-Brieuc                      | Côtes-d'Armor       | Bretagne                   | inscrit    | « PA00089587 », notice no PA00089587 | 48° 30′ 50″ nord, 2° 45′ 46″ ouest |       |
| Maison d'angle à pans de bois                                                                          | Saint-Brieuc                      | Côtes-d'Armor       | Bretagne                   | inscrit    | « PA00089599 », notice no PA00089599 | 48° 30′ 52″ nord, 2° 45′ 52″ ouest |       |
| Maison                                                                                                 | Saint-Brieuc                      | Côtes-d'Armor       | Bretagne                   | inscrit    | « PA00089600 », notice no PA00089600 | 48° 30′ 54″ nord, 2° 45′ 52″ ouest |       |
| Église Saint-Avit-1er de La Cellette                                                                   | La Cellette                       | Creuse              | Nouvelle-Aquitaine         | inscrit    | « PA00100027 », notice no PA00100027 | 46° 24′ 14″ nord, 2° 00′ 54″ est   |       |
| Chapelle Bleue                                                                                         | Felletin                          | Creuse              | Nouvelle-Aquitaine         | inscrit    | « PA00100063 », notice no PA00100063 | 45° 53′ 03″ nord, 2° 10′ 29″ est   |       |
| Église Saint-Martin de Nouhant                                                                         | Nouhant                           | Creuse              | Nouvelle-Aquitaine         | inscrit    | « PA00100123 », notice no PA00100123 | 46° 17′ 06″ nord, 2° 23′ 26″ est   |       |
| Église Saint-Laurent de Rougnat                                                                        | Rougnat                           | Creuse              | Nouvelle-Aquitaine         | inscrit    | « PA00100142 », notice no PA00100142 | 46° 03′ 14″ nord, 2° 30′ 04″ est   |       |
| Église de l'Assomption-de-la-Vierge de Mazeirat                                                        | Tardes                            | Creuse              | Nouvelle-Aquitaine         | inscrit    | « PA00100212 », notice no PA00100212 | 46° 09′ 10″ nord, 2° 21′ 49″ est   |       |
| Villa gallo-romaine                                                                                    | Montcaret                         | Dordogne            | Nouvelle-Aquitaine         | classé     | « PA00082687 », notice no PA00082687 | 44° 51′ 30″ nord, 0° 03′ 49″ est   |       |
| Gisement de la Combe                                                                                   | Valojoulx                         | Dordogne            | Nouvelle-Aquitaine         | classé     | « PA00083048 », notice no PA00083048 | 45° 01′ 04″ nord, 1° 09′ 23″ est   |       |
| Fontaine des Clarisses                                                                                 | Besançon                          | Doubs               | Bourgogne-Franche-Comté    | inscrit    | « PA00101474 », notice no PA00101474 | 47° 14′ 11″ nord, 6° 01′ 22″ est   |       |
| Abbaye de Montbenoît                                                                                   | Montbenoît                        | Doubs               | Bourgogne-Franche-Comté    | inscrit    | « PA00101685 », notice no PA00101685 | 46° 59′ 33″ nord, 6° 27′ 46″ est   |       |
| Château de Bosc-Bénard-Commin                                                                          | Bosc-Bénard-Commin                | Eure                | Normandie                  | classé     | « PA00099349 », notice no PA00099349 | 49° 19′ 02″ nord, 0° 51′ 33″ est   |       |
| Prieuré Saint-Lubin de Louviers                                                                        | Louviers                          | Eure                | Normandie                  | inscrit    | « PA00099473 », notice no PA00099473 | 49° 13′ 15″ nord, 1° 08′ 02″ est   |       |
| Église Saint-Georges                                                                                   | Souancé-au-Perche                 | Eure-et-Loir        | Centre-Val de Loire        | inscrit    | « PA00097214 », notice no PA00097214 | 48° 16′ 05″ nord, 0° 51′ 20″ est   |       |
| Chapelle Sainte-Cécile de Briec                                                                        | Briec                             | Finistère           | Bretagne                   | inscrit    | « PA00089848 », notice no PA00089848 | 48° 03′ 19″ nord, 4° 02′ 23″ ouest |       |
| Chapelle Notre-Dame-de-Rocamadour                                                                      | Camaret-sur-Mer                   | Finistère           | Bretagne                   | inscrit    | « PA00089854 », notice no PA00089854 | 48° 16′ 50″ nord, 4° 35′ 34″ ouest |       |
| Chapelle Saint-Trémeur de Guilvinec                                                                    | Guilvinec                         | Finistère           | Bretagne                   | inscrit    | « PA00089990 », notice no PA00089990 | 47° 48′ 18″ nord, 4° 17′ 40″ ouest |       |
| Église Notre-Dame de Populo                                                                            | Landudal                          | Finistère           | Bretagne                   | inscrit    | « PA00090047 », notice no PA00090047 | 48° 03′ 45″ nord, 3° 58′ 41″ ouest |       |
| Église Sainte-Monna de Logonna-Daoulas                                                                 | Logonna-Daoulas                   | Finistère           | Bretagne                   | inscrit    | « PA00090100 », notice no PA00090100 | 48° 19′ 12″ nord, 4° 17′ 58″ ouest |       |
| Château du Hénan                                                                                       | Névez                             | Finistère           | Bretagne                   | inscrit    | « PA00090142 », notice no PA00090142 | 47° 49′ 53″ nord, 3° 45′ 19″ ouest |       |
| Chapelle Notre-Dame de Kergoat                                                                         | Quéménéven                        | Finistère           | Bretagne                   | inscrit    | « PA00090319 », notice no PA00090319 | 48° 06′ 52″ nord, 4° 10′ 10″ ouest |       |
| Hôtel Fermineau                                                                                        | Beaucaire                         | Gard                | Occitanie                  | inscrit    | « PA00103011 », notice no PA00103011 | 43° 48′ 25″ nord, 4° 38′ 37″ est   |       |
| Tour-escalier du Musée                                                                                 | Beaucaire                         | Gard                | Occitanie                  | inscrit    | « PA00103019 », notice no PA00103019 | 43° 48′ 25″ nord, 4° 38′ 46″ est   |       |
| Site archéologique de Saint-Roman-d'Aiguille                                                           | Comps                             | Gard                | Occitanie                  | inscrit    | « PA00103047 », notice no PA00103047 | 43° 50′ 19″ nord, 4° 36′ 36″ est   |       |
| Mas de Liviers                                                                                         | Saint-Gilles                      | Gard                | Occitanie                  | inscrit    | « PA00103216 », notice no PA00103216 | 43° 40′ 37″ nord, 4° 25′ 52″ est   |       |
| Porte de la rue de la République                                                                       | Villeneuve-lès-Avignon            | Gard                | Occitanie                  | inscrit    | « PA00103321 », notice no PA00103321 | 43° 58′ 02″ nord, 4° 47′ 45″ est   |       |
| Hospice Saint-Jacques                                                                                  | Lupiac                            | Gers                | Occitanie                  | inscrit    | « PA00094847 », notice no PA00094847 | 43° 40′ 56″ nord, 0° 10′ 46″ est   |       |
| Hôtel de Lisleferme                                                                                    | Bordeaux                          | Gironde             | Nouvelle-Aquitaine         | inscrit    | « PA00083198 », notice no PA00083198 | 44° 50′ 54″ nord, 0° 34′ 48″ ouest |       |
| Hôtel Dublan                                                                                           | Bordeaux                          | Gironde             | Nouvelle-Aquitaine         | inscrit    | « PA00083212 », notice no PA00083212 | 44° 50′ 39″ nord, 0° 34′ 43″ ouest |       |
| Hôtel Fenwick                                                                                          | Bordeaux                          | Gironde             | Nouvelle-Aquitaine         | inscrit    | « PA00083194 », notice no PA00083194 | 44° 50′ 56″ nord, 0° 34′ 16″ ouest |       |
| Immeuble                                                                                               | Bordeaux                          | Gironde             | Nouvelle-Aquitaine         | inscrit    | « PA00083246 », notice no PA00083246 | 44° 50′ 32″ nord, 0° 34′ 17″ ouest |       |
| Pavillon de musique                                                                                    | Bordeaux                          | Gironde             | Nouvelle-Aquitaine         | inscrit    | « PA00083472 », notice no PA00083472 | 44° 50′ 58″ nord, 0° 34′ 56″ ouest |       |
| Hôtel Journu                                                                                           | Bordeaux                          | Gironde             | Nouvelle-Aquitaine         | inscrit    | « PA00083196 », notice no PA00083196 | 44° 50′ 33″ nord, 0° 34′ 17″ ouest |       |
| Hôtel Baour                                                                                            | Bordeaux                          | Gironde             | Nouvelle-Aquitaine         | inscrit    | « PA00083189 », notice no PA00083189 | 44° 50′ 33″ nord, 0° 34′ 18″ ouest |       |
| Château Labottière                                                                                     | Bordeaux                          | Gironde             | Nouvelle-Aquitaine         | inscrit    | « PA00083197 », notice no PA00083197 | 44° 51′ 11″ nord, 0° 35′ 21″ ouest |       |
| Ancien hôtel de préfecture de la Gironde                                                               | Bordeaux                          | Gironde             | Nouvelle-Aquitaine         | inscrit    | « PA00083208 », notice no PA00083208 | 44° 50′ 34″ nord, 0° 34′ 22″ ouest |       |
| Jardin public                                                                                          | Bordeaux                          | Gironde             | Nouvelle-Aquitaine         | inscrit    | « PA00083402 », notice no PA00083402 | 44° 50′ 55″ nord, 0° 34′ 35″ ouest |       |
| Porte du Port                                                                                          | Libourne                          | Gironde             | Nouvelle-Aquitaine         | classé     | « PA00083599 », notice no PA00083599 | 44° 54′ 59″ nord, 0° 14′ 49″ ouest |       |
| Gisement préhistorique                                                                                 | Saint-Germain-de-la-Rivière       | Gironde             | Nouvelle-Aquitaine         | classé     | « PA00083748 », notice no PA00083748 | 44° 56′ 59″ nord, 0° 19′ 55″ ouest |       |
| Maisons à arcades, place du Mercadiou                                                                  | Saint-Macaire                     | Gironde             | Nouvelle-Aquitaine         | inscrit    | « PA00083772 », notice no PA00083772 | 44° 33′ 53″ nord, 0° 13′ 30″ ouest |       |
| Château de Peixotto                                                                                    | Talence                           | Gironde             | Nouvelle-Aquitaine         | inscrit    | « PA00083845 », notice no PA00083845 | 44° 48′ 29″ nord, 0° 35′ 23″ ouest |       |
| Église Saint-Jacques-le-Majeur                                                                         | Aubure                            | Haut-Rhin           | Grand Est                  | inscrit    | « PA00085333 », notice no PA00085333 | 48° 11′ 53″ nord, 7° 13′ 18″ est   |       |
| Maison                                                                                                 | Bergheim                          | Haut-Rhin           | Grand Est                  | inscrit    | « PA00085350 », notice no PA00085350 | 48° 12′ 17″ nord, 7° 21′ 46″ est   |       |
| Cimetière Saint-Martin                                                                                 | Ensisheim                         | Haut-Rhin           | Grand Est                  | inscrit    | « PA00085419 », notice no PA00085419 | 47° 51′ 46″ nord, 7° 21′ 44″ est   |       |
| Maison                                                                                                 | Ensisheim                         | Haut-Rhin           | Grand Est                  | inscrit    | « PA00085424 », notice no PA00085424 | 47° 51′ 55″ nord, 7° 21′ 09″ est   |       |
| Maison Turenne                                                                                         | Ensisheim                         | Haut-Rhin           | Grand Est                  | inscrit    | « PA00085428 », notice no PA00085428 | 47° 51′ 59″ nord, 7° 21′ 15″ est   |       |
| Maison                                                                                                 | Ensisheim                         | Haut-Rhin           | Grand Est                  | inscrit    | « PA00085426 », notice no PA00085426 | 47° 51′ 58″ nord, 7° 21′ 12″ est   |       |
| Maison                                                                                                 | Ensisheim                         | Haut-Rhin           | Grand Est                  | inscrit    | « PA00085427 », notice no PA00085427 | 47° 51′ 55″ nord, 7° 21′ 18″ est   |       |
| Hôtel de la Couronne                                                                                   | Ensisheim                         | Haut-Rhin           | Grand Est                  | inscrit    | « PA00085422 », notice no PA00085422 | 47° 51′ 55″ nord, 7° 21′ 09″ est   |       |
| Maison                                                                                                 | Ensisheim                         | Haut-Rhin           | Grand Est                  | inscrit    | « PA00085425 », notice no PA00085425 | 47° 51′ 56″ nord, 7° 21′ 12″ est   |       |
| Hôtel du Grand-Doyenné                                                                                 | Guebwiller                        | Haut-Rhin           | Grand Est                  | inscrit    | « PA00085441 », notice no PA00085441 | 47° 54′ 21″ nord, 7° 12′ 55″ est   |       |
| Maison                                                                                                 | Guebwiller                        | Haut-Rhin           | Grand Est                  | inscrit    | « PA00085444 », notice no PA00085444 | 47° 54′ 23″ nord, 7° 12′ 52″ est   |       |
| Église Saint-Sebastien                                                                                 | Soultzmatt                        | Haut-Rhin           | Grand Est                  | classé     | « PA00085689 », notice no PA00085689 | 47° 57′ 37″ nord, 7° 14′ 15″ est   |       |
| Citadelle de Bastia et Palais des Gouverneurs                                                          | Bastia                            | Haute-Corse         | Corse                      | inscrit    | « PA00099158 », notice no PA00099158 | 42° 41′ 37″ nord, 9° 27′ 04″ est   |       |
| Tour de Rogliano                                                                                       | Rogliano                          | Haute-Corse         | Corse                      | inscrit    | « PA00099240 », notice no PA00099240 | 42° 57′ 18″ nord, 9° 25′ 08″ est   |       |
| Église Saint-Jacques de Muret                                                                          | Muret                             | Haute-Garonne       | Occitanie                  | inscrit    | « PA00094405 », notice no PA00094405 | 43° 27′ 39″ nord, 1° 19′ 35″ est   |       |
| Hôtel                                                                                                  | Toulouse                          | Haute-Garonne       | Occitanie                  | inscrit    | « PA00094575 », notice no PA00094575 | 43° 35′ 57″ nord, 1° 26′ 32″ est   |       |
| Château d'Allègre                                                                                      | Allègre                           | Haute-Loire         | Auvergne-Rhône-Alpes       | classé     | « PA00092571 », notice no PA00092571 | 45° 12′ 06″ nord, 3° 42′ 40″ est   |       |
| Maison romane                                                                                          | Blesle                            | Haute-Loire         | Auvergne-Rhône-Alpes       | inscrit    | « PA00092610 », notice no PA00092610 | 45° 19′ 06″ nord, 3° 10′ 10″ est   |       |
| Église Saint-Pierre de Cayres                                                                          | Cayres                            | Haute-Loire         | Auvergne-Rhône-Alpes       | inscrit    | « PA00092628 », notice no PA00092628 | 44° 55′ 35″ nord, 3° 48′ 22″ est   |       |
| Château des Évêques-du-Puy                                                                             | Monistrol-sur-Loire               | Haute-Loire         | Auvergne-Rhône-Alpes       | inscrit    | « PA00092715 », notice no PA00092715 | 45° 17′ 34″ nord, 4° 10′ 08″ est   |       |
| Maison Templer                                                                                         | Pradelles                         | Haute-Loire         | Auvergne-Rhône-Alpes       | inscrit    | « PA00092733 », notice no PA00092733 | 44° 46′ 10″ nord, 3° 52′ 59″ est   |       |
| Château de Montrottier                                                                                 | Lovagny                           | Haute-Savoie        | Auvergne-Rhône-Alpes       | classé     | « PA00118402 », notice no PA00118402 | 45° 53′ 55″ nord, 6° 02′ 20″ est   |       |
| Église Saint-Louis de Mont-Dauphin                                                                     | Mont-Dauphin                      | Hautes-Alpes        | Provence-Alpes-Côte d'Azur | classé     | « PA00080587 », notice no PA00080587 | 44° 40′ 08″ nord, 6° 37′ 20″ est   |       |
| Maison                                                                                                 | Saint-Pé-de-Bigorre               | Hautes-Pyrénées     | Occitanie                  | inscrit    | « PA00095413 », notice no PA00095413 | 43° 06′ 13″ nord, 0° 09′ 39″ ouest |       |
| Chapelle Notre-Dame de Piétat                                                                          | Saint-Savin                       | Hautes-Pyrénées     | Occitanie                  | inscrit    | « PA00095414 », notice no PA00095414 | 42° 58′ 33″ nord, 0° 05′ 08″ ouest |       |
| Cadran solaire                                                                                         | Bagneux                           | Hauts-de-Seine      | Île-de-France              | inscrit    | « PA00088066 », notice no PA00088066 | 48° 47′ 49″ nord, 2° 18′ 24″ est   |       |
| Manufacture nationale de Sèvres                                                                        | Sèvres                            | Hauts-de-Seine      | Île-de-France              | inscrit    | « PA00088155 », notice no PA00088155 | 48° 49′ 43″ nord, 2° 13′ 21″ est   |       |
| Hôtel de ville d'Agde                                                                                  | Agde                              | Hérault             | Occitanie                  | inscrit    | « PA00103345 », notice no PA00103345 | 43° 18′ 48″ nord, 3° 28′ 06″ est   |       |
| Hôtel de ville                                                                                         | Béziers                           | Hérault             | Occitanie                  | inscrit    | « PA00103383 », notice no PA00103383 | 43° 20′ 34″ nord, 3° 12′ 48″ est   |       |
| Maison                                                                                                 | Béziers                           | Hérault             | Occitanie                  | inscrit    | « PA00103389 », notice no PA00103389 | 43° 20′ 30″ nord, 3° 12′ 41″ est   |       |
| Oppidum d'Ensérune                                                                                     | Nissan-lez-Enserune               | Hérault             | Occitanie                  | classé     | « PA00103617 », notice no PA00103617 | 43° 18′ 35″ nord, 3° 06′ 38″ est   |       |
| Collégiale Saint-Jean                                                                                  | Pézenas                           | Hérault             | Occitanie                  | inscrit    | « PA00103633 », notice no PA00103633 | 43° 27′ 36″ nord, 3° 25′ 27″ est   |       |
| Pont du Diable                                                                                         | Saint-Jean-de-Fos                 | Hérault             | Occitanie                  | inscrit    | « PA00103697 », notice no PA00103697 | 43° 42′ 27″ nord, 3° 33′ 27″ est   |       |
| Croix de Saint-Martin-de-Londres                                                                       | Saint-Martin-de-Londres           | Hérault             | Occitanie                  | inscrit    | « PA00103700 », notice no PA00103700 | 43° 47′ 29″ nord, 3° 43′ 52″ est   |       |
| Moulin de Roquemengarde                                                                                | Saint-Pons-de-Mauchiens           | Hérault             | Occitanie                  | inscrit    | « PA00103706 », notice no PA00103706 | 43° 31′ 13″ nord, 3° 28′ 45″ est   |       |
| Église Saint-Saturnin de Tourbes                                                                       | Tourbes                           | Hérault             | Occitanie                  | inscrit    | « PA00103740 », notice no PA00103740 | 43° 26′ 45″ nord, 3° 22′ 49″ est   |       |
| Villa de Primuliac                                                                                     | Vendres                           | Hérault             | Occitanie                  | classé     | « PA00103746 », notice no PA00103746 | 43° 17′ 42″ nord, 3° 12′ 00″ est   |       |
| Maison                                                                                                 | Saint-Malo                        | Ille-et-Vilaine     | Bretagne                   | inscrit    | « PA00090845 », notice no PA00090845 | 48° 39′ 03″ nord, 2° 01′ 33″ ouest |       |
| Château de Brosse                                                                                      | Chaillac                          | Indre               | Centre-Val de Loire        | inscrit    | « PA00097290 », notice no PA00097290 | 46° 24′ 55″ nord, 1° 19′ 13″ est   |       |
| Pont aux Laies                                                                                         | La Châtre                         | Indre               | Centre-Val de Loire        | inscrit    | « PA00097315 », notice no PA00097315 | 46° 34′ 47″ nord, 1° 59′ 30″ est   |       |
| Château de Cluis-Dessous                                                                               | Cluis                             | Indre               | Centre-Val de Loire        | inscrit    | « PA00097328 », notice no PA00097328 | 46° 32′ 38″ nord, 1° 45′ 00″ est   |       |
| Maison                                                                                                 | Déols                             | Indre               | Centre-Val de Loire        | inscrit    | « PA00097337 », notice no PA00097337 | 46° 49′ 34″ nord, 1° 42′ 00″ est   |       |
| Château de Montgarnaud                                                                                 | Parnac                            | Indre               | Centre-Val de Loire        | inscrit    | « PA00097422 », notice no PA00097422 | 46° 26′ 16″ nord, 1° 23′ 52″ est   |       |
| Porte fortifiée de Rillé                                                                               | Rillé                             | Indre-et-Loire      | Centre-Val de Loire        | inscrit    | « PA00098037 », notice no PA00098037 | 47° 27′ 14″ nord, 0° 14′ 52″ est   |       |
| Église Saint-Martin-de-Vertou de Saché                                                                 | Saché                             | Indre-et-Loire      | Centre-Val de Loire        | inscrit    | « PA00098053 », notice no PA00098053 | 47° 14′ 48″ nord, 0° 32′ 38″ est   |       |
| Prieuré Notre-Dame de Chenusson                                                                        | Saint-Laurent-en-Gâtines          | Indre-et-Loire      | Centre-Val de Loire        | inscrit    | « PA00098081 », notice no PA00098081 | 47° 34′ 32″ nord, 0° 44′ 12″ est   |       |
| Église Saint-Maurice de Chatonnay                                                                      | Valzin en Petite Montagne         | Jura                | Bourgogne-Franche-Comté    | inscrit    | « PA00101825 », notice no PA00101825 | 46° 25′ 29″ nord, 5° 32′ 39″ est   |       |
| Hôpital                                                                                                | Salins-les-Bains                  | Jura                | Bourgogne-Franche-Comté    | inscrit    | « PA00102029 », notice no PA00102029 | 46° 56′ 11″ nord, 5° 52′ 33″ est   |       |
| Tour de Maubourguet                                                                                    | Saint-Loubouer                    | Landes              | Nouvelle-Aquitaine         | inscrit    | « PA00084007 », notice no PA00084007 | 43° 40′ 35″ nord, 0° 25′ 13″ ouest |       |
| Château de Mareuil                                                                                     | Mareuil-sur-Cher                  | Loir-et-Cher        | Centre-Val de Loire        | inscrit    | « PA00098471 », notice no PA00098471 | 47° 17′ 38″ nord, 1° 19′ 45″ est   |       |
| Grange dîmière                                                                                         | Mennetou-sur-Cher                 | Loir-et-Cher        | Centre-Val de Loire        | inscrit    | « PA00098479 », notice no PA00098479 | 47° 16′ 10″ nord, 1° 52′ 00″ est   |       |
| Maison à pans de bois                                                                                  | Mondoubleau                       | Loir-et-Cher        | Centre-Val de Loire        | inscrit    | « PA00098496 », notice no PA00098496 | 47° 58′ 49″ nord, 0° 53′ 33″ est   |       |
| Puits qui parle                                                                                        | Trôo                              | Loir-et-Cher        | Centre-Val de Loire        | inscrit    | « PA00098631 », notice no PA00098631 | 47° 46′ 43″ nord, 0° 47′ 30″ est   |       |
| Château de Montrenard                                                                                  | Pouilly-sous-Charlieu             | Loire               | Auvergne-Rhône-Alpes       | inscrit    | « PA00117555 », notice no PA00117555 | 46° 07′ 32″ nord, 4° 08′ 13″ est   |       |
| Dolmen de Sandun                                                                                       | Guérande                          | Loire-Atlantique    | Pays de la Loire           | classé     | « PA00108620 », notice no PA00108620 | 47° 20′ 59″ nord, 2° 20′ 31″ ouest |       |
| Immeuble                                                                                               | Nantes                            | Loire-Atlantique    | Pays de la Loire           | inscrit    | « PA00108682 », notice no PA00108682 | 47° 12′ 51″ nord, 1° 33′ 21″ ouest |       |
| Immeuble                                                                                               | Nantes                            | Loire-Atlantique    | Pays de la Loire           | inscrit    | « PA00108678 », notice no PA00108678 | 47° 12′ 51″ nord, 1° 33′ 21″ ouest |       |
| Immeuble                                                                                               | Nantes                            | Loire-Atlantique    | Pays de la Loire           | inscrit    | « PA00108683 », notice no PA00108683 | 47° 12′ 51″ nord, 1° 33′ 21″ ouest |       |
| Immeuble                                                                                               | Nantes                            | Loire-Atlantique    | Pays de la Loire           | inscrit    | « PA00108687 », notice no PA00108687 | 47° 12′ 50″ nord, 1° 33′ 24″ ouest |       |
| Immeuble                                                                                               | Nantes                            | Loire-Atlantique    | Pays de la Loire           | inscrit    | « PA00108684 », notice no PA00108684 | 47° 12′ 50″ nord, 1° 33′ 22″ ouest |       |
| Immeuble                                                                                               | Nantes                            | Loire-Atlantique    | Pays de la Loire           | inscrit    | « PA00108685 », notice no PA00108685 | 47° 12′ 50″ nord, 1° 33′ 23″ ouest |       |
| Immeuble                                                                                               | Nantes                            | Loire-Atlantique    | Pays de la Loire           | inscrit    | « PA00108686 », notice no PA00108686 | 47° 12′ 50″ nord, 1° 33′ 23″ ouest |       |
| Église Saint-Georges de Bou                                                                            | Bou                               | Loiret              | Centre-Val de Loire        | inscrit    | « PA00098718 », notice no PA00098718 | 47° 52′ 28″ nord, 2° 02′ 48″ est   |       |
| Terrains communaux entourant la basilique                                                              | Cléry-Saint-André                 | Loiret              | Centre-Val de Loire        | classé     | « PA00098756 », notice no PA00098756 | 47° 49′ 13″ nord, 1° 45′ 19″ est   |       |
| Église Saint-Pierre de Jouy-le-Potier                                                                  | Jouy-le-Potier                    | Loiret              | Centre-Val de Loire        | inscrit    | « PA00098799 », notice no PA00098799 | 47° 44′ 46″ nord, 1° 48′ 37″ est   |       |
| Église Saint-Aignan d'Outarville                                                                       | Outarville                        | Loiret              | Centre-Val de Loire        | inscrit    | « PA00098980 », notice no PA00098980 | 48° 12′ 42″ nord, 2° 01′ 14″ est   |       |
| Château de Bazens                                                                                      | Bazens                            | Lot-et-Garonne      | Nouvelle-Aquitaine         | inscrit    | « PA00084072 », notice no PA00084072 | 44° 15′ 49″ nord, 0° 25′ 22″ est   |       |
| Pont de Montferrand                                                                                    | Banassac                          | Lozère              | Occitanie                  | inscrit    | « PA00103787 », notice no PA00103787 | 44° 27′ 08″ nord, 3° 11′ 38″ est   |       |
| Couvent des Ursulines                                                                                  | Angers                            | Maine-et-Loire      | Pays de la Loire           | inscrit    | « PA00108869 », notice no PA00108869 | 47° 28′ 16″ nord, 0° 32′ 54″ ouest |       |
| Ancienne abbaye Sainte-Anne de Moutons (galeries du cloître et puits)                                  | Avranches                         | Manche              | Normandie                  | inscrit    | « PA00110325 », notice no PA00110325 | 48° 41′ 12″ nord, 1° 22′ 01″ ouest |       |
| Vieux Logis                                                                                            | Le Mont-Saint-Michel              | Manche              | Normandie                  | classé     | « PA00110485 », notice no PA00110485 | 48° 38′ 11″ nord, 1° 30′ 36″ ouest |       |
| Église Sainte-Trinité : bas-relief au Christ de majesté de l'ancienne église Saint-Sauveur (extérieur) | Saint-Sauveur-de-Pierrepont       | Manche              | Normandie                  | inscrit    | « PA00110538 », notice no PA00110538 | 49° 20′ 10″ nord, 1° 35′ 41″ ouest |       |
| Chapelle Saint-Nicolas de Vitry-le-François                                                            | Vitry-le-François                 | Marne               | Grand Est                  | inscrit    | « PA00078908 », notice no PA00078908 | 48° 44′ 06″ nord, 4° 34′ 53″ est   |       |
| Château de la Croisnière                                                                               | Saulges                           | Mayenne             | Pays de la Loire           | inscrit    | « PA00109616 », notice no PA00109616 | 47° 59′ 00″ nord, 0° 25′ 27″ ouest |       |
| Église Saint-Pantaléon de Mauvages                                                                     | Mauvages                          | Meuse               | Grand Est                  | inscrit    | « PA00106581 », notice no PA00106581 | 48° 35′ 39″ nord, 5° 33′ 19″ est   |       |
| Croix de Saint-Jacques (Remoiville)                                                                    | Remoiville                        | Meuse               | Grand Est                  | inscrit    | « PA00106606 », notice no PA00106606 | 49° 26′ 41″ nord, 5° 21′ 25″ est   |       |
| Maison                                                                                                 | Auray                             | Morbihan            | Bretagne                   | inscrit    | « PA00091006 », notice no PA00091006 | 47° 39′ 56″ nord, 2° 58′ 44″ ouest |       |
| Maison du XVIe siècle                                                                                  | Auray                             | Morbihan            | Bretagne                   | inscrit    | « PA00090996 », notice no PA00090996 | 47° 39′ 57″ nord, 2° 59′ 13″ ouest |       |
| Maison                                                                                                 | Auray                             | Morbihan            | Bretagne                   | inscrit    | « PA00091007 », notice no PA00091007 | 47° 39′ 56″ nord, 2° 58′ 44″ ouest |       |
| Maison                                                                                                 | Auray                             | Morbihan            | Bretagne                   | inscrit    | « PA00090997 », notice no PA00090997 | 47° 39′ 57″ nord, 2° 58′ 43″ ouest |       |
| Maison                                                                                                 | Auray                             | Morbihan            | Bretagne                   | inscrit    | « PA00091004 », notice no PA00091004 | 47° 39′ 59″ nord, 2° 58′ 44″ ouest |       |
| Maison                                                                                                 | Auray                             | Morbihan            | Bretagne                   | inscrit    | « PA00091002 », notice no PA00091002 | 47° 39′ 58″ nord, 2° 58′ 42″ ouest |       |
| Maison                                                                                                 | Auray                             | Morbihan            | Bretagne                   | inscrit    | « PA00091003 », notice no PA00091003 | 47° 39′ 57″ nord, 2° 58′ 41″ ouest |       |
| Maison                                                                                                 | Auray                             | Morbihan            | Bretagne                   | inscrit    | « PA00091005 », notice no PA00091005 | 47° 39′ 58″ nord, 2° 58′ 43″ ouest |       |
| Croix de Saint-Fiacre                                                                                  | Auray                             | Morbihan            | Bretagne                   | inscrit    | « PA00090992 », notice no PA00090992 | 47° 39′ 57″ nord, 2° 58′ 15″ ouest |       |
| Maison                                                                                                 | Auray                             | Morbihan            | Bretagne                   | inscrit    | « PA00091001 », notice no PA00091001 | 47° 39′ 58″ nord, 2° 58′ 42″ ouest |       |
| Dolmen de Kermabon                                                                                     | Pluméliau-Bieuzy                  | Morbihan            | Bretagne                   | classé     | « PA00091035 », notice no PA00091035 | 47° 59′ 49″ nord, 3° 02′ 42″ ouest |       |
| Maison                                                                                                 | Pluméliau-Bieuzy                  | Morbihan            | Bretagne                   | inscrit    | « PA00091038 », notice no PA00091038 | 47° 58′ 55″ nord, 3° 03′ 54″ ouest |       |
| Croix du bourg                                                                                         | Bignan                            | Morbihan            | Bretagne                   | inscrit    | « PA00091043 », notice no PA00091043 | 47° 52′ 46″ nord, 2° 46′ 21″ ouest |       |
| Croix de Treuliec                                                                                      | Bignan                            | Morbihan            | Bretagne                   | inscrit    | « PA00091042 », notice no PA00091042 | 47° 52′ 21″ nord, 2° 46′ 45″ ouest |       |
| Fontaine Saint-Cornély                                                                                 | Carnac                            | Morbihan            | Bretagne                   | inscrit    | « PA00091105 », notice no PA00091105 | 47° 35′ 01″ nord, 3° 04′ 53″ ouest |       |
| Fontaine de Trescoët                                                                                   | Caudan                            | Morbihan            | Bretagne                   | inscrit    | « PA00091148 », notice no PA00091148 | 47° 50′ 21″ nord, 3° 19′ 05″ ouest |       |
| Chapelle de Locmaria                                                                                   | La Chapelle-Neuve                 | Morbihan            | Bretagne                   | classé     | « PA00091152 », notice no PA00091152 | 47° 50′ 57″ nord, 2° 57′ 22″ ouest |       |
| Croix de Belon                                                                                         | La Croix-Helléan                  | Morbihan            | Bretagne                   | inscrit    | « PA00091171 », notice no PA00091171 | 47° 57′ 07″ nord, 2° 29′ 57″ ouest |       |
| Croix de la Ville-Côte                                                                                 | La Croix-Helléan                  | Morbihan            | Bretagne                   | inscrit    | « PA00091172 », notice no PA00091172 | 47° 56′ 54″ nord, 2° 29′ 52″ ouest |       |
| Fontaine de Saint-Brieuc                                                                               | Cruguel                           | Morbihan            | Bretagne                   | inscrit    | « PA00091175 », notice no PA00091175 | 47° 52′ 45″ nord, 2° 35′ 45″ ouest |       |
| Calvaire et tympan de Coët-Bugat                                                                       | Guégon                            | Morbihan            | Bretagne                   | inscrit    | « PA00091228 », notice no PA00091228 | 47° 54′ 05″ nord, 2° 34′ 31″ ouest |       |
| Croix de la Ville Martel                                                                               | Guéhenno                          | Morbihan            | Bretagne                   | inscrit    | « PA00091236 », notice no PA00091236 | 47° 54′ 02″ nord, 2° 37′ 37″ ouest |       |
| Maison                                                                                                 | Guémené-sur-Scorff                | Morbihan            | Bretagne                   | inscrit    | « PA00091240 », notice no PA00091240 | 48° 04′ 06″ nord, 3° 12′ 16″ ouest |       |
| Croix de Penlan                                                                                        | Helléan                           | Morbihan            | Bretagne                   | inscrit    | « PA00091276 », notice no PA00091276 | 47° 57′ 44″ nord, 2° 28′ 41″ ouest |       |
| Deux maisons en pans de bois                                                                           | Josselin                          | Morbihan            | Bretagne                   | inscrit    | « PA00091323 », notice no PA00091323 | 47° 57′ 11″ nord, 2° 32′ 50″ ouest |       |
| Fontaine de la Trinité-Bezver                                                                          | Langonnet                         | Morbihan            | Bretagne                   | inscrit    | « PA00091340 », notice no PA00091340 | 48° 09′ 45″ nord, 3° 26′ 56″ ouest |       |
| Chapelle Sainte-Catherine                                                                              | Lizio                             | Morbihan            | Bretagne                   | inscrit    | « PA00091373 », notice no PA00091373 | 47° 52′ 28″ nord, 2° 29′ 53″ ouest |       |
| Croix de cimetière                                                                                     | Locmalo                           | Morbihan            | Bretagne                   | inscrit    | « PA00091375 », notice no PA00091375 | 48° 04′ 19″ nord, 3° 11′ 09″ ouest |       |
| Fontaine de Longueville                                                                                | Locmalo                           | Morbihan            | Bretagne                   | inscrit    | « PA00091376 », notice no PA00091376 | 48° 03′ 15″ nord, 3° 12′ 47″ ouest |       |
| Tumulus d'Er Grah                                                                                      | Locmariaquer                      | Morbihan            | Bretagne                   | classé     | « PA00091391 », notice no PA00091391 | 47° 34′ 20″ nord, 2° 57′ 02″ ouest |       |
| Trois croix (Locoal-Mendon)                                                                            | Locoal-Mendon                     | Morbihan            | Bretagne                   | inscrit    | « PA00091402 », notice no PA00091402 | 47° 41′ 28″ nord, 3° 05′ 16″ ouest |       |
| Croix de Pen-er-Pont                                                                                   | Locoal-Mendon                     | Morbihan            | Bretagne                   | inscrit    | « PA00091403 », notice no PA00091403 | 47° 43′ 12″ nord, 3° 09′ 18″ ouest |       |
| Croix du faubourg Saint-Michel                                                                         | Malestroit                        | Morbihan            | Bretagne                   | inscrit    | « PA00091418 », notice no PA00091418 | 47° 48′ 41″ nord, 2° 23′ 06″ ouest |       |
| Croix Joubin                                                                                           | Malestroit                        | Morbihan            | Bretagne                   | inscrit    | « PA00091419 », notice no PA00091419 | 47° 48′ 42″ nord, 2° 23′ 08″ ouest |       |
| Fontaine Saint-Nicolas                                                                                 | Malguénac                         | Morbihan            | Bretagne                   | inscrit    | « PA00091432 », notice no PA00091432 | 48° 04′ 51″ nord, 3° 05′ 11″ ouest |       |
| Croix de cimetière                                                                                     | Moustoir-Ac                       | Morbihan            | Bretagne                   | inscrit    | « PA00091455 », notice no PA00091455 | 47° 51′ 18″ nord, 2° 50′ 06″ ouest |       |
| Croix de Mane-Bley                                                                                     | Ploemel                           | Morbihan            | Bretagne                   | inscrit    | « PA00091484 », notice no PA00091484 | 47° 38′ 52″ nord, 3° 03′ 58″ ouest |       |
| Église Saint-Yves                                                                                      | Plouray                           | Morbihan            | Bretagne                   | inscrit    | « PA00091535 », notice no PA00091535 | 48° 08′ 46″ nord, 3° 23′ 20″ ouest |       |
| Calvaire de Callac                                                                                     | Plumelec                          | Morbihan            | Bretagne                   | inscrit    | « PA00091537 », notice no PA00091537 | 47° 48′ 23″ nord, 2° 34′ 22″ ouest |       |
| Croix Merhan                                                                                           | Plumelec                          | Morbihan            | Bretagne                   | inscrit    | « PA00091541 », notice no PA00091541 | 47° 48′ 23″ nord, 2° 34′ 23″ ouest |       |
| Manoir de Cadoudal                                                                                     | Plumelec                          | Morbihan            | Bretagne                   | inscrit    | « PA00091543 », notice no PA00091543 | 47° 49′ 23″ nord, 2° 39′ 16″ ouest |       |
| Calvaire de Port-Arthur                                                                                | Pluméliau-Bieuzy                  | Morbihan            | Bretagne                   | inscrit    | « PA00091545 », notice no PA00091545 | 47° 58′ 06″ nord, 2° 59′ 47″ ouest |       |
| Croix de Kercloarec                                                                                    | Plumelin                          | Morbihan            | Bretagne                   | inscrit    | « PA00091549 », notice no PA00091549 | 47° 51′ 43″ nord, 2° 53′ 41″ ouest |       |
| Croix de cimetière                                                                                     | Plumergat                         | Morbihan            | Bretagne                   | inscrit    | « PA00091558 », notice no PA00091558 | 47° 44′ 37″ nord, 2° 54′ 57″ ouest |       |
| Croix de la route de Brech                                                                             | Plumergat                         | Morbihan            | Bretagne                   | inscrit    | « PA00091557 », notice no PA00091557 | 47° 44′ 28″ nord, 2° 55′ 15″ ouest |       |
| Chapelle de la Houssaye                                                                                | Pontivy                           | Morbihan            | Bretagne                   | inscrit    | « PA00091566 », notice no PA00091566 | 48° 02′ 48″ nord, 2° 56′ 59″ ouest |       |
| Dolmen de Coët-er-Rui                                                                                  | Saint-Allouestre                  | Morbihan            | Bretagne                   | classé     | « PA00091657 », notice no PA00091657 | 47° 54′ 04″ nord, 2° 43′ 31″ ouest |       |
| Croix de cimetière                                                                                     | Saint-Gérand                      | Morbihan            | Bretagne                   | inscrit    | « PA00091671 », notice no PA00091671 | 48° 06′ 30″ nord, 2° 53′ 14″ ouest |       |
| Croix de carrefour                                                                                     | Saint-Gonnery                     | Morbihan            | Bretagne                   | inscrit    | « PA00091681 », notice no PA00091681 | 48° 07′ 28″ nord, 2° 49′ 11″ ouest |       |
| Fontaine du bourg                                                                                      | Sainte-Hélène                     | Morbihan            | Bretagne                   | inscrit    | « PA00091683 », notice no PA00091683 | 47° 43′ 11″ nord, 3° 12′ 13″ ouest |       |
| Croix de Saint-Zénon                                                                                   | Séglien                           | Morbihan            | Bretagne                   | inscrit    | « PA00091738 », notice no PA00091738 | 48° 04′ 21″ nord, 3° 08′ 37″ ouest |       |
| Chapelle Saint-Jean                                                                                    | Séglien                           | Morbihan            | Bretagne                   | inscrit    | « PA00091737 », notice no PA00091737 | 48° 05′ 06″ nord, 3° 07′ 23″ ouest |       |
| Fontaine Saint-Servais                                                                                 | La Trinité-Surzur                 | Morbihan            | Bretagne                   | inscrit    | « PA00091771 », notice no PA00091771 | 47° 36′ 17″ nord, 2° 35′ 44″ ouest |       |
| Hôtel militaire                                                                                        | Phalsbourg                        | Moselle             | Grand Est                  | inscrit    | « PA00106936 », notice no PA00106936 | 48° 45′ 58″ nord, 7° 15′ 28″ est   |       |
| Hôtel de ville                                                                                         | Phalsbourg                        | Moselle             | Grand Est                  | inscrit    | « PA00106937 », notice no PA00106937 | 48° 46′ 03″ nord, 7° 15′ 32″ est   |       |
| Église Saint-Wandrille de Bollezeele                                                                   | Bollezeele                        | Nord                | Hauts-de-France            | inscrit    | « PA00107379 », notice no PA00107379 | 50° 51′ 55″ nord, 2° 19′ 38″ est   |       |
| Enceinte espagnole de Condé-sur-l'Escaut                                                               | Condé-sur-l'Escaut                | Nord                | Hauts-de-France            | classé     | « PA00107439 », notice no PA00107439 | 50° 27′ 05″ nord, 3° 35′ 44″ est   |       |
| Porte Vantourneux                                                                                      | Condé-sur-l'Escaut                | Nord                | Hauts-de-France            | classé     | « PA00107440 », notice no PA00107440 | 50° 27′ 05″ nord, 3° 35′ 36″ est   |       |
| Abbaye Saint-Lucien                                                                                    | Beauvais                          | Oise                | Hauts-de-France            | inscrit    | « PA00114499 », notice no PA00114499 | 49° 26′ 30″ nord, 2° 04′ 44″ est   |       |
| Pont Saint-Louis (Compiègne)                                                                           | Compiègne                         | Oise                | Hauts-de-France            | inscrit    | « PA00114636 », notice no PA00114636 | 49° 25′ 07″ nord, 2° 49′ 19″ est   |       |
| Hôtellerie des Dames                                                                                   | Saint-Paul                        | Oise                | Hauts-de-France            | inscrit    | « PA00114872 », notice no PA00114872 | 49° 25′ 45″ nord, 2° 00′ 26″ est   |       |
| Prison de La Force                                                                                     | 4e arrondissement de Paris        | Paris               | Île-de-France              | inscrit    | « PA00086475 », notice no PA00086475 | 48° 51′ 24″ nord, 2° 21′ 42″ est   |       |
| Hôtel des Invalides                                                                                    | 7e arrondissement de Paris        | Paris               | Île-de-France              | classé     | « PA00088714 », notice no PA00088714 | 48° 51′ 24″ nord, 2° 18′ 46″ est   |       |
| Maison                                                                                                 | 7e arrondissement de Paris        | Paris               | Île-de-France              | inscrit    | « PA00088773 », notice no PA00088773 | 48° 51′ 38″ nord, 2° 19′ 08″ est   |       |
| Maison                                                                                                 | 7e arrondissement de Paris        | Paris               | Île-de-France              | inscrit    | « PA00088778 », notice no PA00088778 | 48° 51′ 37″ nord, 2° 19′ 07″ est   |       |
| Immeuble                                                                                               | 7e arrondissement de Paris        | Paris               | Île-de-France              | inscrit    | « PA00088780 », notice no PA00088780 | 48° 51′ 37″ nord, 2° 19′ 07″ est   |       |
| Immeuble                                                                                               | 7e arrondissement de Paris        | Paris               | Île-de-France              | inscrit    | « PA00088779 », notice no PA00088779 | 48° 51′ 37″ nord, 2° 19′ 05″ est   |       |
| Maison                                                                                                 | 7e arrondissement de Paris        | Paris               | Île-de-France              | inscrit    | « PA00088774 », notice no PA00088774 | 48° 51′ 38″ nord, 2° 19′ 04″ est   |       |
| Maison                                                                                                 | 7e arrondissement de Paris        | Paris               | Île-de-France              | inscrit    | « PA00088777 », notice no PA00088777 | 48° 51′ 38″ nord, 2° 19′ 05″ est   |       |
| Maison                                                                                                 | 7e arrondissement de Paris        | Paris               | Île-de-France              | inscrit    | « PA00088776 », notice no PA00088776 | 48° 51′ 38″ nord, 2° 19′ 07″ est   |       |
| Maison                                                                                                 | 7e arrondissement de Paris        | Paris               | Île-de-France              | inscrit    | « PA00088775 », notice no PA00088775 | 48° 51′ 38″ nord, 2° 19′ 05″ est   |       |
| Palais des rois de Majorque                                                                            | Perpignan                         | Pyrénées-Orientales | Occitanie                  | inscrit    | « PA00104069 », notice no PA00104069 | 42° 41′ 38″ nord, 2° 53′ 45″ est   |       |
| Castellum romain d'Anse                                                                                | Anse                              | Rhône               | Auvergne-Rhône-Alpes       | classé     | « PA00117707 », notice no PA00117707 | 45° 56′ 06″ nord, 4° 43′ 15″ est   |       |
| Château de Foudras                                                                                     | Charly                            | Rhône               | Auvergne-Rhône-Alpes       | inscrit    | « PA00117735 », notice no PA00117735 | 45° 38′ 41″ nord, 4° 47′ 42″ est   |       |
| Site archéologique de Fourvière (Odéon antique de Lyon, Théâtre antique de Lyon)                       | 5e arrondissement                 | Rhône               | Auvergne-Rhône-Alpes       | classé     | « PA00117984 », notice no PA00117984 | 45° 45′ 35″ nord, 4° 49′ 11″ est   |       |
| Église Sainte-Paule de Sainte-Paule                                                                    | Sainte-Paule                      | Rhône               | Auvergne-Rhône-Alpes       | inscrit    | « PA00118051 », notice no PA00118051 | 45° 57′ 40″ nord, 4° 33′ 57″ est   |       |
| Chapitre de Salles-Arbuissonnas-en-Beaujolais                                                          | Salles-Arbuissonnas-en-Beaujolais | Rhône               | Auvergne-Rhône-Alpes       | classé     | « PA00118064 », notice no PA00118064 | 46° 02′ 30″ nord, 4° 38′ 07″ est   |       |
| Église Saint-Pierre de Chissey-lès-Mâcon                                                               | Chissey-lès-Mâcon                 | Saône-et-Loire      | Bourgogne-Franche-Comté    | classé     | « PA00113214 », notice no PA00113214 | 46° 31′ 30″ nord, 4° 44′ 33″ est   |       |
| Voie romaine                                                                                           | Mercurey                          | Saône-et-Loire      | Bourgogne-Franche-Comté    | classé     | « PA00113360 », notice no PA00113360 | 46° 50′ 12″ nord, 4° 42′ 27″ est   |       |
| Église Notre-Dame de Préty                                                                             | Préty                             | Saône-et-Loire      | Bourgogne-Franche-Comté    | inscrit    | « PA00113393 », notice no PA00113393 | 46° 32′ 35″ nord, 4° 56′ 24″ est   |       |
| Puits du presbytère de Lambres                                                                         | Tournus                           | Saône-et-Loire      | Bourgogne-Franche-Comté    | inscrit    | « PA00113509 », notice no PA00113509 | 46° 33′ 38″ nord, 4° 53′ 22″ est   |       |
| Château de Champs-sur-Marne                                                                            | Champs-sur-Marne                  | Seine-et-Marne      | Île-de-France              | classé     | « PA00086861 », notice no PA00086861 | 48° 51′ 14″ nord, 2° 36′ 15″ est   |       |
| Porte de Gironde                                                                                       | Rozay-en-Brie                     | Seine-et-Marne      | Île-de-France              | classé     | « PA00087259 », notice no PA00087259 | 48° 41′ 04″ nord, 2° 57′ 35″ est   |       |
| Porte de Rome                                                                                          | Rozay-en-Brie                     | Seine-et-Marne      | Île-de-France              | classé     | « PA00087260 », notice no PA00087260 | 48° 40′ 54″ nord, 2° 57′ 34″ est   |       |
| Église Saint-Antoine-et-Saint-Thibaud                                                                  | Hautot-sur-Seine                  | Seine-Maritime      | Normandie                  | classé     | « PA00100693 », notice no PA00100693 | 49° 21′ 37″ nord, 0° 58′ 42″ est   |       |
| Hôtel d'Hocqueville                                                                                    | Rouen                             | Seine-Maritime      | Normandie                  | inscrit    | « PA00100845 », notice no PA00100845 | 49° 26′ 44″ nord, 1° 05′ 37″ est   |       |
| Château d'Hutaud                                                                                       | Gaillac                           | Tarn                | Occitanie                  | classé     | « PA00095556 », notice no PA00095556 | 43° 53′ 42″ nord, 1° 53′ 53″ est   |       |
| Église Sainte-Marie-Madeleine de Domont                                                                | Domont                            | Val-d'Oise          | Île-de-France              | classé     | « PA00080040 », notice no PA00080040 | 49° 01′ 36″ nord, 2° 19′ 35″ est   |       |
| Église Saint-Quentin de Valmondois                                                                     | Valmondois                        | Val-d'Oise          | Île-de-France              | inscrit    | « PA00080219 », notice no PA00080219 | 49° 05′ 46″ nord, 2° 11′ 28″ est   |       |
| Rempart romain d'Orange                                                                                | Orange                            | Vaucluse            | Provence-Alpes-Côte d'Azur | classé     | « PA00082107 », notice no PA00082107 | 44° 07′ 56″ nord, 4° 48′ 16″ est   |       |
| Tour gallo-romaine du Bernard                                                                          | Le Bernard                        | Vendée              | Pays de la Loire           | inscrit    | « PA00110045 », notice no PA00110045 | 46° 26′ 19″ nord, 1° 26′ 59″ ouest |       |
| Abbaye Saint-Jean d'Orbestier                                                                          | Château-d'Olonne                  | Vendée              | Pays de la Loire           | inscrit    | « PA00110068 », notice no PA00110068 | 46° 28′ 07″ nord, 1° 43′ 46″ ouest |       |
| Église Notre-Dame-de-l'Assomption de Châtelliers                                                       | Sèvremont                         | Vendée              | Pays de la Loire           | inscrit    | « PA00110072 », notice no PA00110072 | 46° 51′ 19″ nord, 0° 49′ 12″ ouest |       |
| Maison                                                                                                 | Brux                              | Vienne              | Nouvelle-Aquitaine         | inscrit    | « PA00105368 », notice no PA00105368 | 46° 14′ 06″ nord, 0° 11′ 38″ est   |       |
| Château de Lavau                                                                                       | Celle-Lévescault                  | Vienne              | Nouvelle-Aquitaine         | inscrit    | « PA00105371 », notice no PA00105371 | 46° 23′ 26″ nord, 0° 10′ 37″ est   |       |
| Église Saint-Martin de Charrais                                                                        | Charrais                          | Vienne              | Nouvelle-Aquitaine         | inscrit    | « PA00105382 », notice no PA00105382 | 46° 41′ 51″ nord, 0° 11′ 58″ est   |       |
| Maison                                                                                                 | Civray                            | Vienne              | Nouvelle-Aquitaine         | inscrit    | « PA00105430 », notice no PA00105430 | 46° 08′ 51″ nord, 0° 17′ 48″ est   |       |
| Château de Coussay                                                                                     | Coussay                           | Vienne              | Nouvelle-Aquitaine         | inscrit    | « PA00105437 », notice no PA00105437 | 46° 48′ 37″ nord, 0° 44′ 50″ est   |       |
| Église Notre-Dame de La Ferrière-Airoux                                                                | La Ferrière-Airoux                | Vienne              | Nouvelle-Aquitaine         | inscrit    | « PA00105455 », notice no PA00105455 | 46° 19′ 15″ nord, 0° 23′ 33″ est   |       |
| Château de la Groie                                                                                    | Ingrandes                         | Vienne              | Nouvelle-Aquitaine         | inscrit    | « PA00105466 », notice no PA00105466 | 46° 52′ 54″ nord, 0° 36′ 39″ est   |       |
| Église Saint-Martin de Journet                                                                         | Journet                           | Vienne              | Nouvelle-Aquitaine         | inscrit    | « PA00105478 », notice no PA00105478 | 46° 27′ 46″ nord, 0° 58′ 00″ est   |       |
| Maison                                                                                                 | Lavausseau                        | Vienne              | Nouvelle-Aquitaine         | inscrit    | « PA00105485 », notice no PA00105485 | 46° 33′ 33″ nord, 0° 04′ 25″ est   |       |
| Maison                                                                                                 | Lhommaizé                         | Vienne              | Nouvelle-Aquitaine         | inscrit    | « PA00105494 », notice no PA00105494 |                                    |       |
| Maison du Gouverneur                                                                                   | Lusignan                          | Vienne              | Nouvelle-Aquitaine         | inscrit    | « PA00105511 », notice no PA00105511 | 46° 26′ 11″ nord, 0° 07′ 29″ est   |       |
| Maison                                                                                                 | Lusignan                          | Vienne              | Nouvelle-Aquitaine         | inscrit    | « PA00105513 », notice no PA00105513 |                                    |       |
| Église Saint-Léger-la-Palu de Marigny-Brizay                                                           | Marigny-Brizay                    | Vienne              | Nouvelle-Aquitaine         | inscrit    | « PA00105522 », notice no PA00105522 | 46° 42′ 58″ nord, 0° 23′ 24″ est   |       |
| Manoir de la Mailleterie                                                                               | Marigny-Brizay                    | Vienne              | Nouvelle-Aquitaine         | inscrit    | « PA00105523 », notice no PA00105523 | 46° 45′ 11″ nord, 0° 23′ 22″ est   |       |
| Église Saint-Hilaire de Montreuil-Bonnin                                                               | Montreuil-Bonnin                  | Vienne              | Nouvelle-Aquitaine         | inscrit    | « PA00105555 », notice no PA00105555 | 46° 32′ 49″ nord, 0° 08′ 24″ est   |       |
| Église Saint-Maximin de Mouterre-Silly                                                                 | Mouterre-Silly                    | Vienne              | Nouvelle-Aquitaine         | inscrit    | « PA00105559 », notice no PA00105559 | 46° 58′ 30″ nord, 0° 02′ 43″ est   |       |
| Château de Furigny                                                                                     | Neuville-de-Poitou                | Vienne              | Nouvelle-Aquitaine         | inscrit    | « PA00105564 », notice no PA00105564 | 46° 40′ 27″ nord, 0° 14′ 46″ est   |       |
| Église Saint-Hilaire d'Orches                                                                          | Orches                            | Vienne              | Nouvelle-Aquitaine         | inscrit    | « PA00105569 », notice no PA00105569 | 46° 52′ 58″ nord, 0° 19′ 17″ est   |       |
| Église Saint-Gervais-et-Saint-Protais de Persac                                                        | Persac                            | Vienne              | Nouvelle-Aquitaine         | inscrit    | « PA00105578 », notice no PA00105578 | 46° 20′ 40″ nord, 0° 42′ 17″ est   |       |
| Amphithéâtre                                                                                           | Poitiers                          | Vienne              | Nouvelle-Aquitaine         | classé     | « PA00105584 », notice no PA00105584 | 46° 34′ 43″ nord, 0° 20′ 22″ est   |       |
| Maison                                                                                                 | Poitiers                          | Vienne              | Nouvelle-Aquitaine         | inscrit    | « PA00105648 », notice no PA00105648 | 46° 35′ 00″ nord, 0° 20′ 54″ est   |       |
| Échevinage                                                                                             | Poitiers                          | Vienne              | Nouvelle-Aquitaine         | inscrit    | « PA00105594 », notice no PA00105594 | 46° 34′ 54″ nord, 0° 20′ 27″ est   |       |
| Fontaine du Pont Joubert                                                                               | Poitiers                          | Vienne              | Nouvelle-Aquitaine         | inscrit    | « PA00105603 », notice no PA00105603 | 46° 34′ 52″ nord, 0° 21′ 14″ est   |       |
| Hôtel de Dreux-Brézé                                                                                   | Poitiers                          | Vienne              | Nouvelle-Aquitaine         | inscrit    | « PA00105608 », notice no PA00105608 | 46° 35′ 03″ nord, 0° 20′ 58″ est   |       |
| Église d'Andillé                                                                                       | Roches-Prémarie-Andillé           | Vienne              | Nouvelle-Aquitaine         | inscrit    | « PA00105678 », notice no PA00105678 | 46° 28′ 44″ nord, 0° 19′ 58″ est   |       |
| Église Saint-Hilaire de Rouillé                                                                        | Rouillé                           | Vienne              | Nouvelle-Aquitaine         | inscrit    | « PA00105680 », notice no PA00105680 | 46° 25′ 12″ nord, 0° 02′ 26″ est   |       |
| Château de la Roche-d'Orillac                                                                          | Saint-Gaudent                     | Vienne              | Nouvelle-Aquitaine         | inscrit    | « PA00105686 », notice no PA00105686 | 46° 06′ 15″ nord, 0° 17′ 52″ est   |       |
| Château de Jutreau                                                                                     | Saint-Pierre-de-Maillé            | Vienne              | Nouvelle-Aquitaine         | inscrit    | « PA00105705 », notice no PA00105705 | 46° 42′ 05″ nord, 0° 51′ 11″ est   |       |
| Maison                                                                                                 | Sanxay                            | Vienne              | Nouvelle-Aquitaine         | inscrit    | « PA00105720 », notice no PA00105720 | 46° 29′ 36″ nord, 0° 00′ 28″ ouest |       |
| Château de la Coincardière                                                                             | Sanxay                            | Vienne              | Nouvelle-Aquitaine         | inscrit    | « PA00105716 », notice no PA00105716 | 46° 30′ 28″ nord, 0° 00′ 28″ ouest |       |
| Église Saint-Étienne de Sérigny                                                                        | Sérigny                           | Vienne              | Nouvelle-Aquitaine         | inscrit    | « PA00105729 », notice no PA00105729 | 46° 54′ 23″ nord, 0° 20′ 57″ est   |       |
| Église Saint-Nicolas de Sèvres-Anxaumont                                                               | Sèvres-Anxaumont                  | Vienne              | Nouvelle-Aquitaine         | inscrit    | « PA00105731 », notice no PA00105731 | 46° 34′ 13″ nord, 0° 27′ 56″ est   |       |
| Église Saint-Gaudent de Sommières-du-Clain                                                             | Sommières-du-Clain                | Vienne              | Nouvelle-Aquitaine         | inscrit    | « PA00105734 », notice no PA00105734 | 46° 16′ 38″ nord, 0° 21′ 26″ est   |       |
| Église Saint-Hilaire de Surin                                                                          | Surin                             | Vienne              | Nouvelle-Aquitaine         | inscrit    | « PA00105737 », notice no PA00105737 | 46° 04′ 40″ nord, 0° 22′ 15″ est   |       |
| Église Saint-Léger de Virey                                                                            | Vicq-sur-Gartempe                 | Vienne              | Nouvelle-Aquitaine         | inscrit    | « PA00105772 », notice no PA00105772 | 46° 43′ 07″ nord, 0° 51′ 40″ est   |       |
| Prieuré de Vivonne                                                                                     | Vivonne                           | Vienne              | Nouvelle-Aquitaine         | inscrit    | « PA00105779 », notice no PA00105779 | 46° 25′ 32″ nord, 0° 15′ 41″ est   |       |
| Église Saint-Étienne de Mareil-Marly                                                                   | Mareil-Marly                      | Yvelines            | Île-de-France              | classé     | « PA00087521 », notice no PA00087521 | 48° 52′ 54″ nord, 2° 04′ 41″ est   |       |